# Ramesh Krishnan

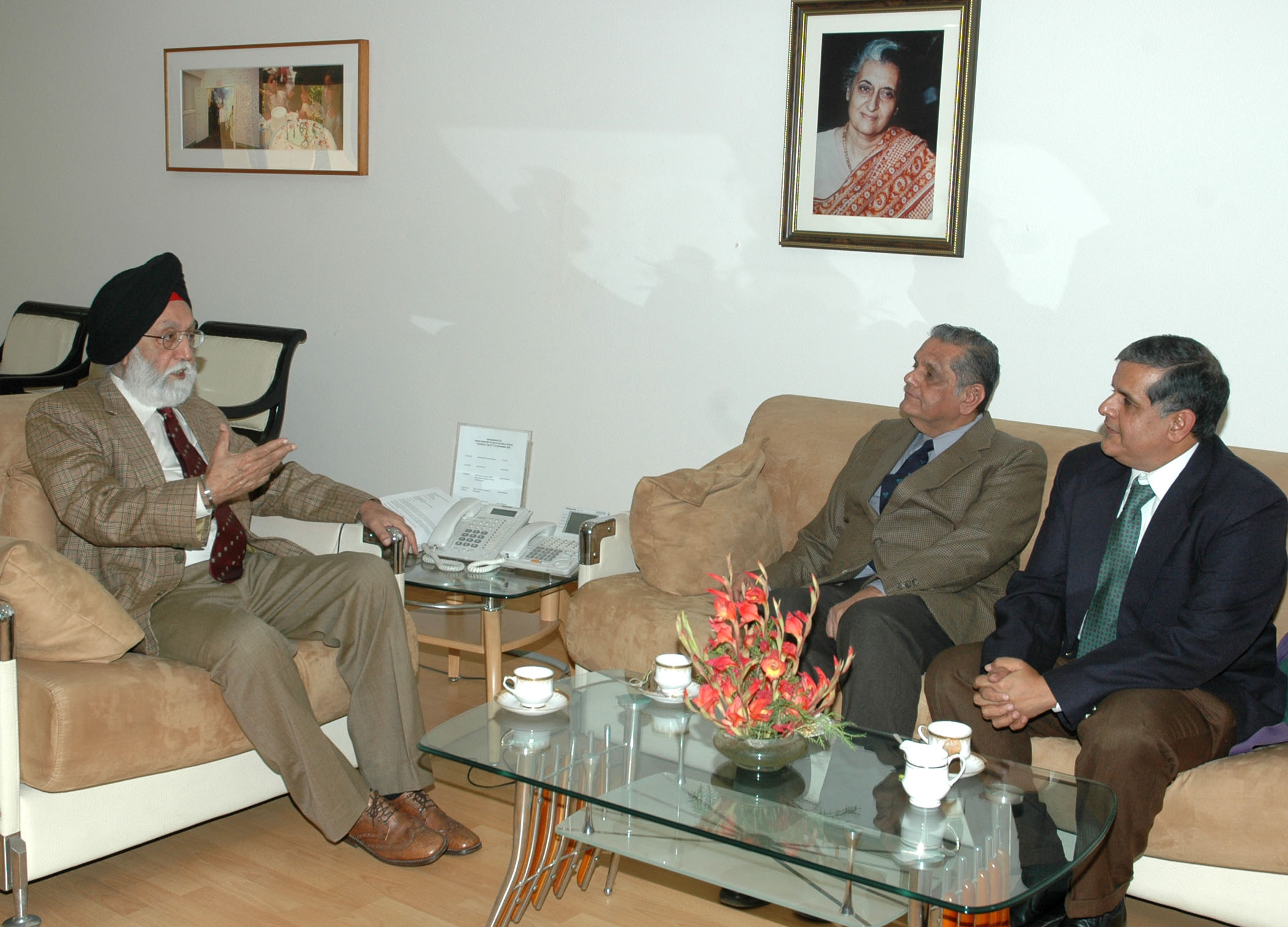
Ramesh Krishnan con otras personas.

Ramesh Krishnan (n, 5 de junio de 1961 en Madras, India) es un exjugador de tenis indio. En su carrera conquistó 9 torneos ATP y su mejor posición en el ranking de individuales fue Nº23 en enero de 1985, en el de dobles fue Nº114 en septiembre de 1987.